# Sidastrum multiflorum
Sidastrum multiflorum är en malvaväxtart som först beskrevs av Nikolaus Joseph von Jacquin, och fick sitt nu gällande namn av P.A. Fryxell. Sidastrum multiflorum ingår i släktet Sidastrum och familjen malvaväxter. Inga underarter finns listade i Catalogue of Life.